# 4L Trophy

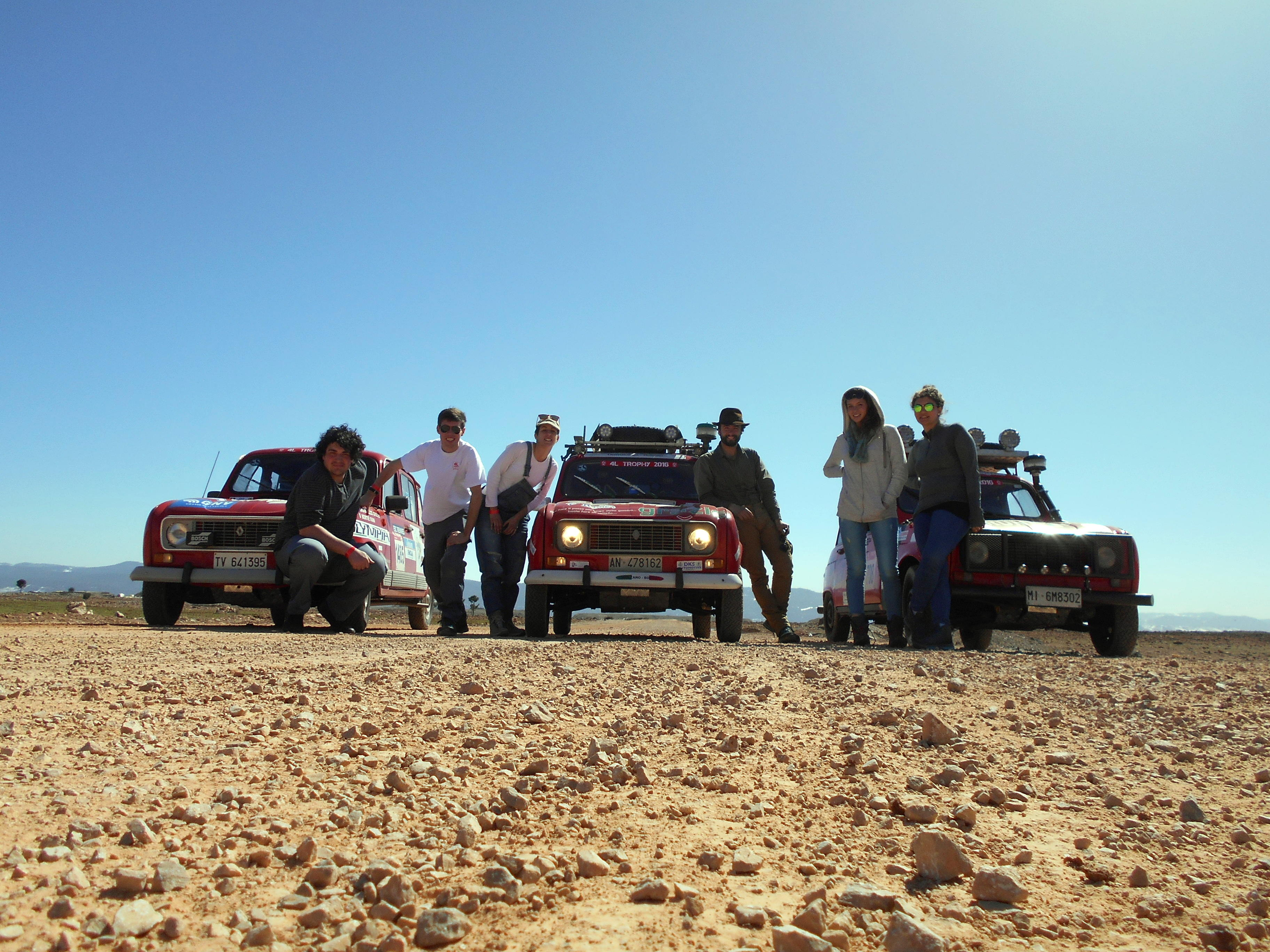
4L Trophy 2016 team italiano Run4Children

Il 4L Trophy è un rally umanitario creato nel 1997 da un'iniziativa dell'Ecole Supérieure de Commerce de Rennes, il cui scopo è guidare attraverso il deserto del Marocco per portare aiuti ai bambini. Alla competizione possono partecipare solo vetture Renault 4; Quatrelle (4L) è il modo cui i francesi si riferiscono alla Renault 4L, il modello R4 accessoriato, ma sono ammesse tutte le versioni, a patto che abbiano telaio e motore originali.

## Lo scopo umanitario
Nel 2013, l'operazione ha permesso la costruzione di 4 aule scolastiche, due aule sono state costruite nel villaggio di Tiharyine e le altre due a Rissani. L'organizzazione ha partecipato inizialmente con una donazione di 10.000 euro. I partner 4l Deloitté, Eso e Flashsport hanno contribuito con 4.360 euro. I partecipanti hanno superato le aspettative, donando più di 19.305,75 euro, che sono stati dati all'associazione Enfants du Désert. In tutto per la magnifica somma di 33.665,75 euro, in più 60 tonnellate di materiale scolastico, sportivo, informatico e paramedico.
Il 2011 ha visto -per ogni equipaggio- la fornitura di 10 kg di alimenti non deperibili raccolti dalla Croce Rossa Francese al momento della partenza. Ogni auto conteneva anche (minimo) 2 zaini riempiti con materiale scolastico e sportivo. Sono stati raccolti un totale di 94 tonnellate di aiuti. Inoltre lo sponsor Conergy ha donato e installato pannelli solari per un totale di centomila €.
Una parte degli aiuti è consegnata alle associazioni Moroccan League for the Protection of Children ed Enfants du Desert e un'altra parte alle scuole lungo la strada.
Nel 2010 sono state consegnate alle associazioni marocchine circa 80 tonnellate di aiuti, tra cui matite, quaderni, palloni, divise, cappellini, sedie a rotelle, pannelli solari, incubatrici, pettorine catarifrangenti, etc...
Nel 2011 le tonnellate sono state 82.

## Svolgimento

### Preparazione
Ogni equipaggio è composto da due giovani tra i 18 e i 28 anni, i quali solitamente organizzano raccolte fondi tra sponsor locali e privati per racimolare i soldi per l'iscrizione alla competizione, la preparazione tecnica dell'auto, il materiale benefico, benzina, pedaggi e campeggio.

### Departure Village
Ogni anno il rally comincia con un Departure Village che riunisce i partecipanti. Vengono svolti controlli burocratici, viene fatto il check-out delle auto, del materiale necessario per affrontare il viaggio e degli aiuti richiesti. L'organizzazione fornisce anche informazioni mediche e consigli per l'avventura.

### Route
Le R4 partono da Parigi e da Biarritz in direzione di Algeciras dove si imbarcano per il Marocco, dopo aver attraversato tutta la Francia e la Spagna.
I partecipanti devono poi attraversare le montagne, le piste e le dune per circa 1500 km nel deserto.
L'arrivo è previsto a Marrakech con una cerimonia di chiusura. Il viaggio in toto conta circa 6000 km.

### Competizione

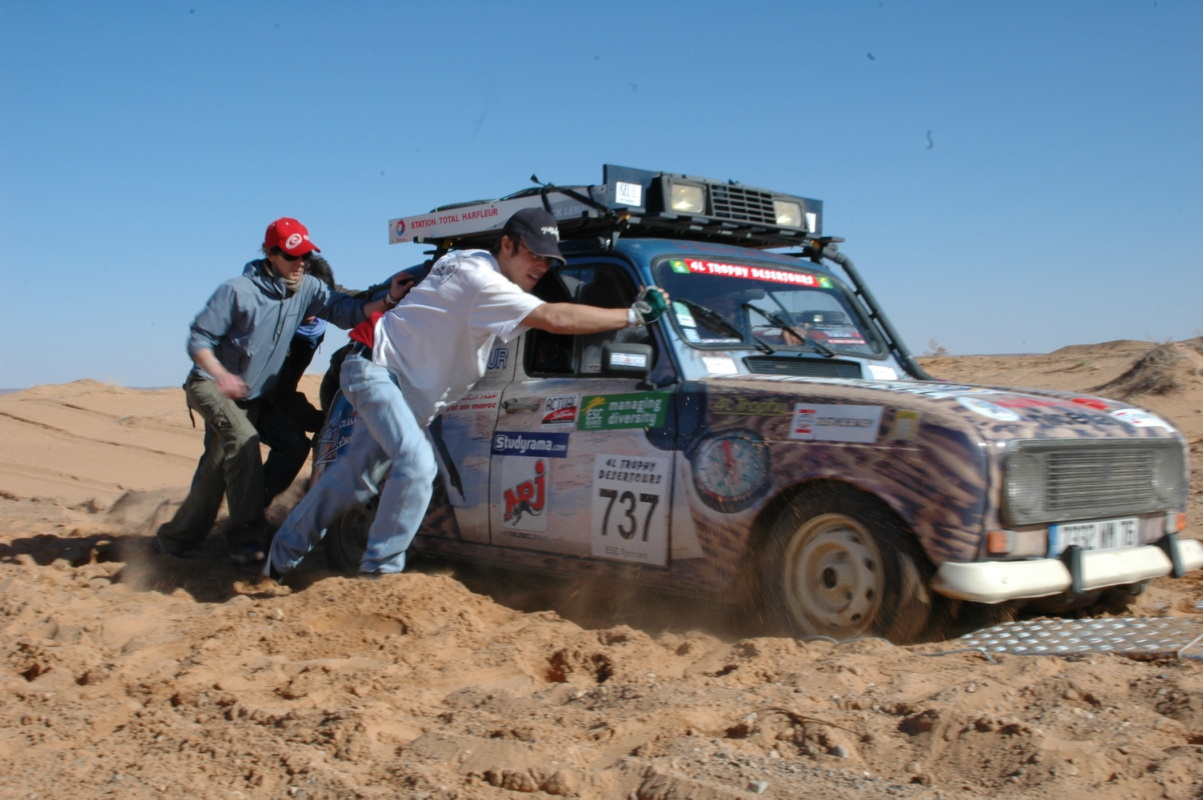
Un equipaggio in difficoltà

Lo scopo di ogni giornata è vincere la tappa grazie all'utilizzo della mappa e della bussola. La classifica è stilata in base all'abilità di guidare attraverso il deserto e di raggiungere i checkpoint designati. Ogni giorno viene stilata una classifica generale per ogni tappa, una classifica per gli equipaggi europei non francesi e una classifica dedicata alle ragazze.
In Marocco l'organizzazione fornisce assistenza tecnica, medica e organizza bivacchi.

### Media
Lungo tutto il percorso gli equipaggi sono seguiti da jeep di medici, meccanici, fotografi e giornalisti. La competizione può essere seguita in diretta dal sito ufficiale e la stampa francese ogni giorno trasmette servizi su tv nazionali.

## Storia
- 1998: Prima edizione. 3 equipaggi
- 1999: 8 equipaggi
- 2000: 15 equipaggi
- 2001: 4ª edizione - 45 equipaggi. Parte la collaborazione tra Desertours ed ESC Rennes.
- 2002: 100 equipaggi - I media danno risalto alla competizione
- 2003: 6ª edizione - 180 equipaggi
- 2004: 270 equipaggi - Primo Departure Village a Parigi (Stade de France). Le TV e le Radio sono presenti durante l'evento
- 2005: 8ª edizione - Lancio della Competizione Europea. Primo departure village al Trocadéro. Prima notte di chiusura a La Fantasia (Marrakesh). Immagini in diretta satellitare.
- 2006: 672 equipaggi - Prima conferenza stampa. Creazione dell'Enterprise Village al Trocadéro.
- 2007: 10ª edizione – 1040 equipaggi
- 2010: 13ª edizione - 1200 equipaggi partiti da Parigi e Bordeaux il 18 febbraio
- 2011: 14ª edizione - ricorrono i 50 anni della R4. 1200 equipaggi (di cui 198 interamente femminili e 33 non francesi), 94 tonnellate di aiuti
- 2012: 15ª edizione - anche questa volta partecipa un solo team italiano, composto da Mario Spinella e Carlo Restuccia, con il nome Me4Africa, entrambi di Messina. Il 28 febbraio 2012 l'equipaggio 971 è rimasto coinvolto in un brutto incidente sulla strada del ritorno nei pressi di Barcellona. Il pilota Guillaume Alcaïna è morto e Vincent Gaudion è rimasto gravemente ferito.
- 2013: 16ª edizione - ancora una volta l'unico equipaggio italiano a partecipante è quello messinese con il nome Me4Africa2, formato da Alfredo Finanze e Giuseppe Lanfranchi con il numero 2188.
- 2014: 17ª edizione - questa è la prima edizione in cui partecipa più di un team italiano provenienti da Messina, Novara e Bolzano. Il primo è l'equipaggio messinese Me4Africa3 che partecipa ormai da tre edizioni composto da Daniele Chiara e Francesco Barbera, l'equipaggio di Novara denominato Ready4Africa composto da Andrea Galliani e Thomas Galli e infine l'equipaggio di Bolzano denominato Run4Children composto da Hannes Blaas e Riccardo Scaratti.
- 2015: 18ª edizione: in questa edizione sono quattro i team italiani partecipanti, l'equipaggio "Race4Africa" dell'Università di Ferrara, composto da Carlo Ciliberto e Roberto Saglimbeni; l'equipaggio messinese "Me4Africa", che partecipa per la quarta volta, stavolta con un team composto da Giuseppe Cucè e Adriano Velardi; l'equipaggio bolzanino "Run4Children", con un'R4 guidata da Giulio Giovanazzi e Ivan Maiorano; l'equipaggio Iozzi e Meniconi, entrambi di Volterra.
- 2016: 19ª edizione: un solo team italiano, "Run4Children" di Bolzano, partecipa al Trophy con tre R4. Gli equipaggi sono formati da: Giulio Giovanazzi di Merano e Ivan Bertiè di Bolzano; Giulia e Alessandra Turci di Genova, primo equipaggio femminile italiano; Simone Lanera e Stefania Greggio entrambi di Bolzano.